# 巴黎西部剧院
巴黎西部剧院（Théâtre de l'Ouest parisien）是法国上塞纳省布洛涅-比扬古的一座剧院。

## 历史
巴黎西部剧院于1968年9月开业。当时，它位于贝尔费耶路（rue de la Belle-Feuille）60 号一座由乔治·亨利·平格森 于1966年建造的建筑中。剧院由皮埃尔·维尔赫斯卡泽管理，直到1972年关闭，由穆罕默德·布迪亚担任董事，他是1963年成立的阿尔及利亚国家剧院的董事，那是当时马格里布唯一一家剧院，有大约60名演员、导演和技术人员。
它于1974年重新开业，并更名为布洛涅-比扬古剧院（théâtre de Boulogne-Billancourt，TBB）。这家剧院由让-皮埃尔·格雷尼埃经营，直到1985年，然后由伯纳德·塞维奇经营，1998年再次关闭。2003年重新开业，改名为巴黎西部剧院，在伯纳德·帕利西广场（place Bernard-Palissy），由吉尔达斯·博尔德管理。奥利维尔·迈耶于2005年接替他，任职至2015年。
这座建筑是一座古老的礼堂（salle des fêtes），由市政建筑师亚历山大·巴雷特设计，于1896年落成。2002年翻新。。2015年，布洛涅-比扬古市政厅决定关闭剧院，将其恢复为礼堂，改名为伯纳德-帕利西空间（d’espace Bernard-Palissy）。
附近的地铁站有巴黎地铁10号线的布洛涅-圣克卢桥站和布洛涅-让·饶勒斯站。